# Robbedoes
Robbedoes était un hebdomadaire de bande dessinée néerlandais édité par Dupuis de 1938 à 2005. Traduction néerlandaise de Spirou, il comportait quelques séries spécifiques, réalisées par des auteurs flamands ou néerlandais. En déclin à partir du début des années 90, l'hebdomadaire est interrompu en juillet 2005, alors que sa diffusion était tombée à 2 000 exemplaires, l'éditeur préférant s'atteler au sauvetage de l'hebdomadaire francophone.